# Enispe erosa
Enispe erosa är en fjärilsart som beskrevs av Hans Ferdinand Emil Julius Stichel 1905. Enispe erosa ingår i släktet Enispe och familjen praktfjärilar. Inga underarter finns listade i Catalogue of Life.